# Káloz
Káloz là một thị trấn thuộc hạt Fejér, Hungary. Thị trấn này có diện tích 47,79 km², dân số năm 2010 là 2439 người, mật độ 51 người/km².